# Блискун Євген Юрійович
Блискун Євген Юрійович (03 липня 1963 року, м. Воркута, Республіка Комі) — офіцер Збройних Сил України, полковник, заслужений працівник культури України, культурний і громадський діяч.

## Життєпис
Народився 03 липня 1963 року у м. Воркута (Республіка Комі) у родині робітників, які приїхали на Крайню Північ з села Луквиця Богородчанського району Івано-Франківської області.

## Кар'єра
З 1980 по 1992 рік служив у Збройних Силах СРСР, з 1992 по 1993 рік проходив службу на посаді начальника соціально-психологічної служби — заступника командира батальйону зв'язку авіаційно-технічної бази, з 1993 по 1997 рік — заступник командира окремого батальйону автоматизованого управління з виховної роботи, з 1997 по 2000 рік — заступник командира авіаційно-технічної бази з виховної роботи, у 2000-2013 рр. — начальник 42 Гарнізонного будинку офіцерів, м. Старокостянтинів. У 2013-2021 рр. проходив службу на посаді начальника Центрального будинку офіцерів Збройних Сил України.
За високі особисті досягнення у військовій службі та виховній роботі нагороджений медалями, грамотами та подяками Міністра оборони України, Міністра культури України, заступника Міністра оборони України, директора Департаменту соціальної та гуманітарної політики Міністерства оборони України, начальника Генерального штабу ЗСУ, командувача Повітряних Сил Збройних Сил України, голови Хмельницької обласної державної адміністрації, голови Хмельницької обласної ради та ін.

## Громадська діяльність
З 1998 по 2002 рік, а також з 2006 по 2010 рік — депутат Старокостянтинівської міської ради, голова постійної комісії з питань освіти, культури, роботи з молоддю та спорту Старокостянтинівської міської ради, член громадської ради при виконавчому комітеті Старокостянтинівської міської ради. Із червня 2013 року — депутат Хмельницької обласної ради.
З 1996 року полковник Блискун Є. Ю. є художнім керівником народного аматорського гурту естрадної пісні «2+3», солістами якого є військовослужбовці, працівники Збройних Сил України та члени їх сімей. Серед досягнень колективу — численні дипломи та грамоти, зокрема за перемогу у Всеукраїнському телевізійному фестивалі військово-патріотичної пісні «Крила України» (1999, 2001 рр.), V Міжнародному конкурсі-фестивалі дитячої та юнацької творчості «Наша земля — Україна» (2003 р.), Всеукраїнському фестивалі естрадної музики «Червона рута» (1999, 2001, 2003, 2005 рр.), телевізійному фестивалі-конкурсі патріотичної творчості «Захисники землі Подільської» (2011 р.), Міжнародному фестивалі національних культур (2002, 2004, 2009 рр.), Міжнародному фестивалі-конкурсі «Сонце. Радість. Краса» (2011 р., Болгарія) та ін. Колектив є постійним учасником культурно-мистецьких заходів Хмельниччини та інших регіонів України, військово-патріотичних проєктів, активно гастролює по місцях дислокації особового складу, полігонах та шпиталях України, в тому числі у рамках співпраці з Мистецькою подільською сотнею.
За активну підтримку афганського руху у 2009 році прийнятий до складу Української спілки ветеранів Афганістану (воїнів-інтернаціоналістів).
З 2013 року — член Національної спілки журналістів України, автор інформаційно-просвітницьких матеріалів у друкованих, радіо, телевізійних та електронних ЗМІ про діяльність Збройних Сил України та культурно-виховну роботу з військовослужбовцями, членами їх сімей та мешканцями гарнізонів.

## Нагороди, відзнаки та звання
- Медаль «70 років Збройних Сил СРСР»
- Медаль «За бездоганну службу» III ступеня (СРСР)
- Медаль «10 років Збройним Силам України»
- Медаль «15 років Збройним Силам України»
- Нагрудний знак командувача Повітряних Сил Збройних Сил України «5 років Повітряним Силам Збройних Сил України»
- Нагрудний знак начальника Генерального штабу — Головнокомандувача Збройних Сил України «За досягнення у військовій службі» ІІ ступеня
- Нагрудний знак командувача Повітряних Сил Збройних Сил України «Повітряні Сили Збройних Сил України»
- Медаль Української спілки ветеранів Афганістану (воїнів-інтернаціоналістів) «За звитягу»
- Медаль Української спілки ветеранів Афганістану (воїнів-інтернаціоналістів) «За заслуги» ІІІ ступеня
- Відзнака «Ветеран військової служби»
- Нагрудний знак «Знак пошани»

## Дивись
- Центральний будинок офіцерів Збройних сил України (будівля)
- Центральний будинок офіцерів Збройних Сил України: офіційна сторінка у мережі Facebook
- Українські зірки театру презентували прем'єрний показ вистави родинам військовослужбовців [Архівовано 17 липня 2015 у Wayback Machine.]
- Коронація слова [Архівовано 17 липня 2015 у Wayback Machine.]
- Крила України [Архівовано 17 липня 2015 у Wayback Machine.]
- Оксана РАДУШИНСЬКА: «Ми переживаємо такий історичний час, коли і мистецтво, і митці повинні чітко визначитися і задекларувати свою позицію» [Архівовано 2 лютого 2017 у Wayback Machine.]
- Подільські пісні на київській сцені
- Тімоті Снайдер презентував книгу «Криваві землі: між Гітлером і Сталіним» в Україні та передав кілька тисяч примірників навчальним закладам
- Новини з життя «Подільської мистецької сотні» від Оксани Радушинської [Архівовано 16 липня 2015 у Wayback Machine.]